# Afrosternophorus
Genre
Synonymes
- Sternophorellus Beier, 1971
- Indogaryops Sivaraman, 1981

Afrosternophorus est un genre de pseudoscorpions de la famille des Sternophoridae.

## Distribution
Les espèces de ce genre se rencontrent en Océanie, en Asie du Sud-Est, en Asie du Sud et en Afrique de l'Est.

## Liste des espèces
Selon Pseudoscorpions of the World (version 3.0) :
- Afrosternophorus aethiopicus (Beier, 1967)
- Afrosternophorus anabates Harvey, 1985
- Afrosternophorus araucariae (Beier, 1971)
- Afrosternophorus cavernae (Beier, 1982)
- Afrosternophorus ceylonicus (Beier, 1973)
- Afrosternophorus chamberlini (Redikorzev, 1938)
- Afrosternophorus cylindrimanus (Beier, 1951)
- Afrosternophorus dawydoffi (Beier, 1951)
- Afrosternophorus fallax Harvey, 1985
- Afrosternophorus grayi (Beier, 1971)
- Afrosternophorus hirsti (Chamberlin, 1932)
- Afrosternophorus nanus Harvey, 1985
- Afrosternophorus papuanus (Beier, 1975)
- Afrosternophorus xalyx Harvey, 1985

et décrite depuis :
- Afrosternophorus longus Mathew & Joseph, 2021

## Systématique et taxinomie
Ce genre a été décrit par Beier en 1967 comme un sous-genre de Sternophorus. Il est élevé au rang de genre par Harvey en 1985.
Sternophorellus et Indogaryops ont été placés en synonymie par Harvey en 1985.

## Publication originale
- Beier, 1967 : « Pseudoskorpione aus dem tropischen Ostafrika (Kenya, Tansania, Uganda, etc.). » Annalen des Naturhistorischen Museums in Wien, vol. 70, p. 73-93 (texte intégral).